# Cesare Zanzottera
Cesare Zanzottera (* 29. Juni 1886 in Busto Garolfo; † 28. Juni 1961 in Legnano) war ein italienischer Radrennfahrer.

## Sportliche Laufbahn
Cesare Zanzottera war Teilnehmer der Olympischen Sommerspiele 1908 in London. Im Rennen über 5000 Meter konnte er sich nicht platzieren. Im 100-Kilometer-Wettbewerb schied er beim Sieg von Charles Bartlett im Halbfinale aus. 1908 wurde er nationaler Meister im Sprint der Amateure. Zanzottera war von 1908 bis 1914 Berufsfahrer. Sein größter Erfolg war der Sieg im Rennen Milano–Modena 1909, in dem er 1906 bereits Zweiter geworden war. 1907 hatte er die Coppa del Re gewonnen und 1908 die Coppa Val d’Olona.